# Saguinus tripartitus
El chichico o tamarino de manto dorado (Saguinus tripartitus) es una especie sudamericana del género Saguinus. Este pequeño mico puebla las selvas amazónicas de Perú y Ecuador, en donde forman grupos de entre seis y nueve miembros.